# Canton de Thuir
Le canton de Thuir est une ancienne division administrative française, située dans le département des Pyrénées-Orientales en région Languedoc-Roussillon.

## Composition
Le canton de Thuir comprenait dix-sept communes :
| Nom                              | Code Insee | Intercommunalité                    | Superficie (km2) | Population (dernière pop. légale) | Densité (hab./km2) |
| -------------------------------- | ---------- | ----------------------------------- | ---------------- | --------------------------------- | ------------------ |
| Thuir (chef-lieu)                | 66210      | CC des Aspres                       | 19,90            | 7 374 (2014)                      | 371                |
| Brouilla                         | 66026      | CC des Aspres                       | 7,83             | 1 254 (2014)                      | 160                |
| Caixas                           | 66029      | CC des Aspres                       | 28,11            | 142 (2014)                        | 5,1                |
| Camélas                          | 66033      | CC des Aspres                       | 12,72            | 439 (2014)                        | 35                 |
| Castelnou                        | 66044      | CC des Aspres                       | 19,28            | 331 (2014)                        | 17                 |
| Fourques                         | 66084      | CC des Aspres                       | 9,39             | 1 197 (2014)                      | 127                |
| Llauro                           | 66099      | CC des Aspres                       | 8,34             | 313 (2014)                        | 38                 |
| Llupia                           | 66101      | CU Perpignan Méditerranée Métropole | 6,88             | 1 964 (2014)                      | 285                |
| Passa                            | 66134      | CC des Aspres                       | 13,47            | 692 (2014)                        | 51                 |
| Ponteilla                        | 66145      | CU Perpignan Méditerranée Métropole | 13,78            | 2 826 (2014)                      | 205                |
| Saint-Jean-Lasseille             | 66177      | CC des Aspres                       | 2,89             | 1 478 (2014)                      | 511                |
| Sainte-Colombe-de-la-Commanderie | 66170      | CC des Aspres                       | 4,74             | 149 (2014)                        | 31                 |
| Terrats                          | 66207      | CC des Aspres                       | 7,32             | 653 (2014)                        | 89                 |
| Tordères                         | 66211      | CC des Aspres                       | 9,91             | 159 (2014)                        | 16                 |
| Tresserre                        | 66214      | CC des Aspres                       | 11,21            | 1 019 (2014)                      | 91                 |
| Trouillas                        | 66217      | CC des Aspres                       | 17,01            | 1 949 (2014)                      | 115                |
| Villemolaque                     | 66226      | CC des Aspres                       | 6,00             | 1 239 (2014)                      | 207                |

## Représentation

### Liste des conseillers généraux de 1833 à 2015
| Période      | Période                   | Identité                  | Étiquette            | Qualité |
| ------------ | ------------------------- | ------------------------- | -------------------- | --- |
| 1833         | 1836                      | François Maria-Gelcen     |                      | Docteur-médecin à Thuir |
| 1836         | 1845                      | François Jaubert de Passa | Monarchiste          | Agronome, propriétaire, membre correspondant de l'Académie des Sciences |
| 1845         | 1848                      | Pierre Ferriol            |                      | Notaire à Perpignan |
| 1848         | 1852                      | Pierre Do                 |                      | Médecin, maire de Thuir (1837-1843) |
| 1852         | 1863                      | Bruno Lafabrègue          |                      | Avocat |
| 1863         | 1870                      | François Maria            |                      | Propriétaire-viticulteur à Thuir |
| 1870         | 1871                      | Zéphyrin Alengry          |                      | Propriétaire à Perpignan |
| 1871         | 1880                      | Frédéric Escanyé          | Républicain          | Avocat à Perpignan Député (1876-1877, 1878-1885, 1891-1906) |
| 1880         | 1885 (démission)          | Léon Vilar                | Radical              | Maire de Bages |
| 1885         | 1898                      | Joseph Farinès            | Républicain radical  | Lieutenant de vaisseau, conseiller d'arrondissement |
| 1898         | 1908 (décès)              | François Massina Roca     | Rad.                 | Propriétaire - Maire de Fourques (1900-1908) |
| 1908         | 1934 (décès)              | Hyacinthe Marty           | Rad.                 | Négociant, maire de Thuir (1906-?) |
| 1934         | 1941 (démission d'office) | Louis Noguères            | SFIO                 | Avocat, maire de Thuir, conseiller d'arrondissement Député (1938-1942) Révoqué par le Gouvernement de Vichy |
|              |                           |                           |                      | |
| 1945         | 1956 (décès)              | Louis Noguères            | SFIO                 | Avocat Maire de Thuir (1945-1947) Député (1938-1942 et 1945-1951) Président du Conseil Général (1945-1956) |
| 17 juin 1956 | 1982 (décès)              | Léon-Jean Grégory         | SFIO puis PS puis SE | Avocat sénateur (1948-1982) président du conseil général (1973-1982) maire de Thuir (1947-1982) |
| 1982         | 2015                      | René Olive                | PS                   | Retraité de l'enseignement, maire de Thuir depuis 1989 président de la Communauté de Communes des Aspres Suppléant du député Henri Sicre Vice-président du conseil général Elu en 2015 dans le Canton des Aspres |

### Conseillers d'arrondissement de 1833 à 1940
| Période                                  | Période          | Identité                                       | Étiquette           | Qualité |
| ---------------------------------------- | ---------------- | ---------------------------------------------- | ------------------- | --- |
| 1833                                     | 1842             | François Joseph Paul Simon Jaubert (1773-1858) |                     | Capitaine, propriétaire, maire de Ponteilla                                                                 |
| 1842                                     | 1848             | Joseph Nicolas Sébastien Amanrich (1810-1880)  |                     | Propriétaire à Thuir                                                                                        |
|                                          |                  |                                                |                     | |
|                                          | 1885 (démission) | Joseph Farinès                                 | Républicain radical | Lieutenant de vaisseau                                                                                      |
|                                          |                  |                                                |                     | |
| 1889                                     |                  | Jean de Roca                                   | Républicain         | Maire de Villemolaque                                                                                       |
|                                          |                  |                                                |                     | |
| 1925                                     | 1931             | Sauveur Vacqué                                 | Rad.                | |
| 1931                                     | 1934             | Louis Noguères                                 | SFIO                | Avocat, maire de Thuir                                                                                      |
| 1934                                     | 1937             | Michel Buzan                                   | SFIO                | Viticulteur à Trouillas                                                                                     |
| 1937                                     | 1940             | M. Barrière                                    | SFIO                | |
| 1940                                     |                  |                                                |                     | Les conseils d'arrondissement ont été suspendus par la loi du 12 octobre 1940 et n'ont jamais été réactivés |
| Les données manquantes sont à compléter. |                  |                                                |                     | |

## Histoire
Le décret n° 85-149 du 31 janvier 1985 a détaché les communes de Bages et Ortaffa du canton de Thuir pour les rattacher au canton d'Elne.

## Démographie
| 1962   | 1968   | 1975   | 1982   | 1990   | 1999   | 2006   | 2011   | 2012   |
| ------ | ------ | ------ | ------ | ------ | ------ | ------ | ------ | ------ |
| 10 239 | 10 748 | 12 405 | 13 925 | 15 799 | 18 096 | 20 471 | 22 024 | 22 262 |